# Рафаель дос Аньос
Рафаель дос Аньос (порт. Rafael dos Anjos; *26 жовтня 1984,  Нітерой, Ріо-де-Жанейро, Бразилія) — бразильський спортсмен, професійний боєць змішаних бойових мистецтв. Виступає під егідою UFC в легкій ваговій категорії, діючий чемпіон UFC у легкій вазі. Станом на грудень 2015 року займає восьмий рядок офіційного рейтингу UFC серед найкращих бійців незалежно від вагової категорії. Рейтинг Sherdog ставить його на перше місце серед всіх бійців в легкій вазі і на друге в переліку найкращих бійців незалежно від вагової категорії.